# Дєрдь Дожа
Дєрдь Дожа (Дьордь, Георгій, угор. Dózsa György; 1472 —1514) — дрібнопомісний шляхтич із Трансільванії, вождь селянської феодальної війни 1514 року.
Дожа обіцяв селянам знищити феодалів, а їхні землі розділити рівними частинами між бідними, що сприяло розгортанню селянської антифеодальної боротьби. Війна охопила більшість комітатів Закарпаття, особливо Березький, Угочанський, Ужанський і Марамороський. Селяни різних національностей, українці, словаки, діяли спільно. Вони штурмом взяли Мукачівський, Королівський і Хустський замки й розправились з феодалами. Однак, реалізувати свої плани Дожі не вдалось. Феодали об'єднали свої сили й в битві біля Тімішоари (нині Румунія) 15 липня 1514 р. завдавали поразки селянському війську, керованому Дожею. Сам він, поранений у бою, потрапив у полон і був підданий нелюдським тортурам: його посадили на розпечений залізний трон, на голову одягли таку ж розпечену залізну корону, а в руки всунули розпечену булаву. Дожа мужньо переніс всі муки, що випали на його долю. Його однодумців примусили з'їсти самого Дожу. Разом з ним були страчені й всі його соратники, в тому числі й брат Гергель Дожа. Жорстоко розправились феодали й з учасниками війни — селянами. Вони знищили близько 50 тис. повсталих, більшість з яких були посаджені на палі або повішені. Населені пункти Закарпаття — Мукачево, Ужгород, Хуст, Вишково, Довге Поле, Тячево, Солотвино за участь у повстанні були оголошені заколотницькими та обкладені великими поборами та контрибуціями.